# Karan Soni
Karan Soni (New Delhi, 1989. január 8. –) indiai származású amerikai színész, illetve humorista.

## Életrajza

### A kezdetek
Soni New Delhi-ban született, és ott járt nemzetközi iskolába. Fiatalkorában az Egyesült Államokba utazott, ahol lediplomázott a Dél-kaliforniai Egyetemben.

### Pályafutása
Első filmbéli szerepét 2010-ben kapta meg a Naka Nirvana képében, Rachel Quinn oldalán. 2013-ban szerepelt a Betas című Amazon által gyártott sorozatban. 2015-ben szerepelt az Other Space című sorozatban, illetve vendégszerepelt ugyanebben az évben többek között a Melissa & Joeyban, A Goldberg családban és a 100 dolog a gimi előttben.
2016-ban aratta első sikerét: ő játszotta Dopindert, Wade Wilson / Deadpool sofőrjét a Deadpool című filmben; később ezt a szerepet megismételte a Deadpool 2.-ben. Szintén 2016-ban kisebb szerepben feltűnt a női Szellemirtók-remakeben. 2019-ben szerepelt egy másik Ryan Reynolds-filmben, a Pokémon – Pikachu, a detektív-ben. 2023-ban bejelentésre került, hogy ő fogja megszólaltatni Pókember Indiát a Pókember: A pókverzumon át című filmben. Szintén ez év márciusában kiderült, hogy visszatér Dopinder szerepében a Deadpool & Rozsomák című filmben. 2024 augusztusában bejelentette, hogy ismét megfogja szólítani Pókember Indiát a Spider-Man: Beyond the Spider-Verse című filmben.

### Magánélete
Soni romantikus kapcsolatban áll Roshan Sethi rendezővel, ezzel egyértelműen melegként hivatkozva.

## Filmográfia

### Film
| Év   | Magyar cím                    | Eredeti cím                       | Szerep          | Magyar hang    |
| ---- | ----------------------------- | --------------------------------- | --------------- | -------------- |
| 2010 |                               | Naka Nirvana                      | Kemal           |                |
| 2012 | Kockázatos túra               | Safety Not Guaranteed             | Arnau           | Molnár Levente |
| 2012 |                               | Bit by Bit                        | Chander         |                |
| 2014 |                               | Supremacy                         | Bolti eladós    |                |
| 2014 |                               | Obedient Artists                  | Jaxton          |                |
| 2015 | Libabőr                       | Goosebumps                        | Mr. Rooney      |                |
| 2016 | Deadpool                      | Deadpool                          | Dopinder        | Joó Gábor      |
| 2016 |                               | Chee and T                        | Roger Raval     |                |
| 2016 |                               | The Sweet Life                    | Bolti eladós    |                |
| 2016 |                               | Mono                              | Amit Chowdury   |                |
| 2016 | Szellemirtók                  | Ghostbusters                      | Benny           |                |
| 2016 | Hivatali karácsony            | Office Christmas Party            | Nate Winetoss   | Molnár Áron    |
| 2017 | Csajok hajnalig               | Rough Night                       | Raviv           | Molnár Levente |
| 2017 |                               | And Then There Was Eve            | Zain            |                |
| 2017 |                               | Unicorn Store                     | Kevin           |                |
| 2017 |                               | Creep 2                           | Dave            |                |
| 2018 |                               | Little Bitches                    | Andy            |                |
| 2018 | Deadpool 2.                   | Deadpool 2                        | Dopinder        | Joó Gábor      |
| 2018 |                               | Better Start Running              | Nelson          |                |
| 2018 |                               | Office Uprising                   | Mourad          |                |
| 2019 | Hajnali eltávozás             | Corporate Animals                 | Freddie         | Kovács Lehel   |
| 2019 | Pokémon – Pikachu, a detektív | Pokémon Detective Pikachu         | Jack            | Molnár Levente |
| 2019 |                               | Always Be My Maybe                | Tony            |                |
| 2020 | Mint egy főnök                | Like a Boss                       | Josh            | Dankó István   |
| 2020 | Szuperagy                     | Superintelligence                 | Ahmed           | Szabó Máté     |
| 2020 |                               | Coffee Shop Names                 | Sathya / Scott  |                |
| 2021 |                               | 7 Days                            | Ravi            |                |
| 2022 |                               | Not Okay                          | Kelvin          |                |
| 2022 |                               | The People We Hate at the Wedding | Dominic         |                |
| 2024 |                               | A Nice Indian Boy                 | Naveen Gavaskar |                |
| 2024 |                               | Paper Flowers                     | Milan Mehta     |                |
| 2024 | Deadpool & Rozsomák           | Deadpool & Wolverine              | Dopinder        | Joó Gábor      |

#### Hangként
| Év   | Magyar cím                 | Eredeti cím                         | Szerep                            | Magyar hang    |
| ---- | -------------------------- | ----------------------------------- | --------------------------------- | -------------- |
| 2020 | Trollok a világ körül      | Trolls World Tour                   | Riff                              | Seder Gábor    |
| 2022 | Fura világ                 | Strange World                       | Caspian                           | Ágoston Péter  |
| 2023 | Pókember: A pókverzumon át | Spider-Man: Across the Spider-Verse | Pavitr Prabhakar / Pókember India | Fáncsik Roland |
| 2023 |                            | World's Best                        | türelmes hang                     |                |
| TBA  |                            | Spider-Man: Beyond the Spider-Verse | Pavitr Prabhakar / Pókember India |                |